# Agrotis ancastiensis
Agrotis ancastiensis är en fjärilsart som beskrevs av Köhler 1966. Agrotis ancastiensis ingår i släktet Agrotis och familjen nattflyn. Inga underarter finns listade i Catalogue of Life.